# اشتون، استرالیای جنوبی
اشتون (به انگلیسی: Ashton) یک شهرک در استرالیا است که در استرالیای جنوبی واقع شده‌است.